# Kausala

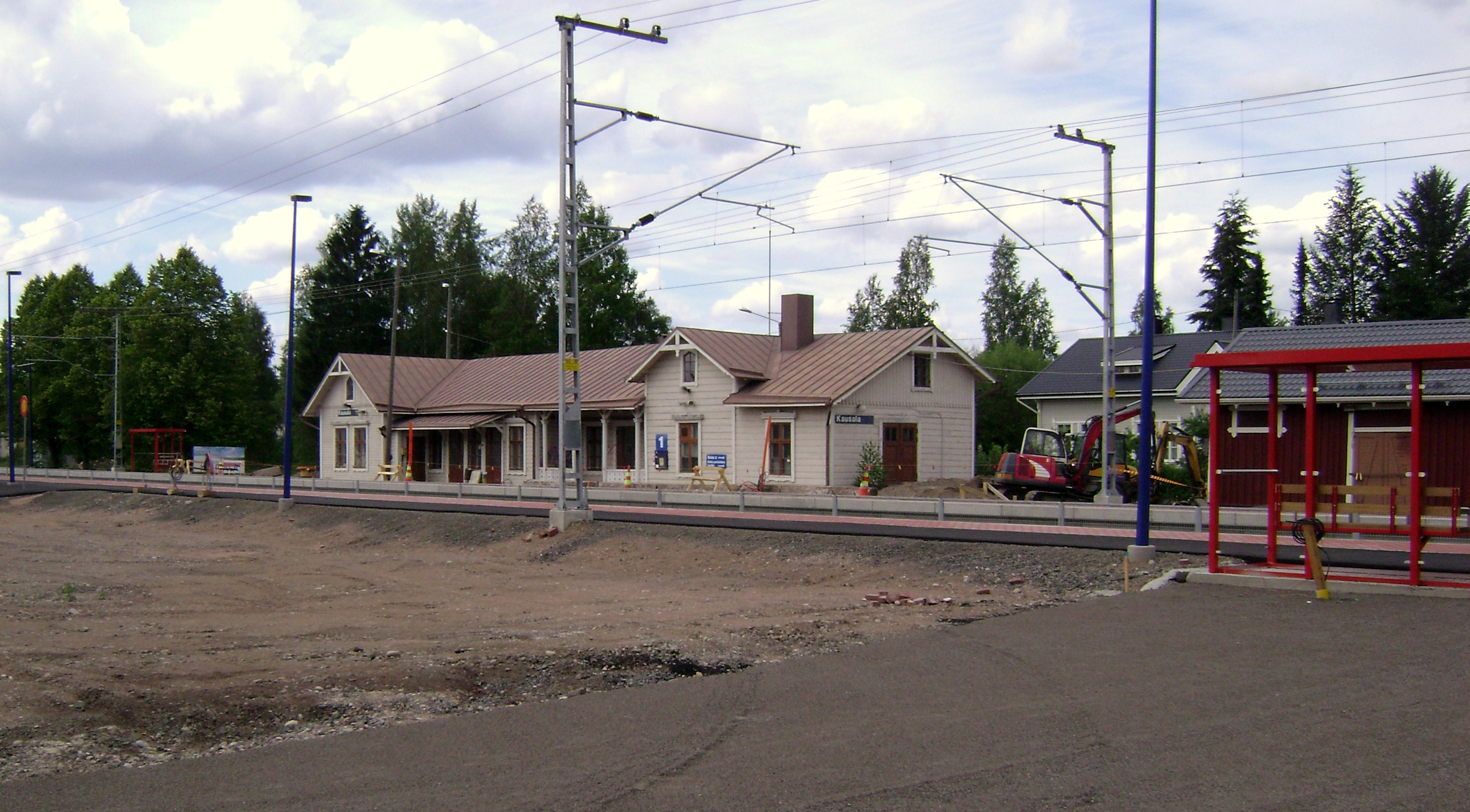
Estação de trem de Kausala, na Finlândia, em 2010.

Kausala é uma vila e centro administrativo no município de Iitti em Päijänne Tavastia, na Finlândia. Kausala tem uma população de 3.775 habitantes,  o que a torna a maior vila do município em termos de população. A importância de Kausala para o município se deve, em grande parte, à sua localização central ao longo da rodovia, estrada nacional finlandesa 12 (Vt12) e a ferrovia Lahti-Kouvola passando pela vila. Os lagos mais próximos são o Lago Leininselkä e o Lago Urajärvi, na parte norte da vila.
Existem várias lojas em Kausala, como as mercearias S-market e K-Market, e Iitin Maatilatori, a própria loja da vila do município. A aldeia tem ainda três escolas e três jardins de infância, uma biblioteca, uma pista de patinação no gelo e um posto de saúde. Na parte oeste da vila, ao longo da rodovia, também existe um local de descanso Matkakeidas Kausala.